# Vicente Zorita Alonso
Vicente Zorita Alonso (Ponferrada, 1920 - Santurce, 1980) es una víctima del terrorismo de ETA, candidato en las primeras elecciones al Parlamento Vasco de Alianza Popular.

## Biografía
Vicente Zorita Alonso fue asesinado en la localidad vizcaína de Santurce el 14 de noviembre de 1980. Ocupó el tercer puesto de la lista de Alianza Popular en las primeras elecciones al Parlamento Vasco, en marzo de 1980. Llevaba más de 30 años trabajando como empleado administrativo de Altos Hornos de Vizcaya. Estaba casado y tenía 4 hijos. En el momento de su asesinato tenía 60 años de edad.

### Asesinato
En la noche del viernes 14 de noviembre de 1980, la banda terrorista ETA secuestraba y asesinaba a Vicente Zorita. Lo introdujeron en el vehículo que habían robado dos horas antes. Hacia las 23:00 horas unos jóvenes se encontraron el cuerpo de Vicente boca abajo, con el rostro cubierto, sangrando y acribillado a balazos en un camino cerca del barrio de Cabieces, también en Santurce. Dieron aviso a la Policía Municipal. Tras la llegada de la Policía Municipal, se desplazó allí la Policía Nacional, quienes dieron aviso al juez y al forense. El cuerpo presentaba al menos siete impactos de bala, uno de ellos en la cabeza. Los asesinos dejaron el cuerpo acribillado con una bandera española dentro de su boca a modo de mordaza. Las investigaciones apuntaron a que Vicente Zorita fue ametrallado por la espalda y después recibió un tiro en la cabeza. La víctima llevaba consigo sus documentos personales, entre los que se encontraba su carnet de afiliación a Alianza Popular. Sobre las 00:30 horas se levantó el cadáver, siendo trasladado en ambulancia al depósito del Hospital Civil de Basurto. A las 20:00 horas aproximadamente, fue robado a punta de pistola en la calle María Díaz de Haro de Portugalete un Citroën CX Pallas de color azul metalizado. Este vehículo fue hallado, tras ser abandonado, en el barrio de Buenavista, en Portugalete, a las 3:00 horas de la mañana del día siguiente.
No consta condena alguna por este atentado. Según la Secretaría de Paz y Convivencia  Gobierno Vasco, la situación procesal del atentado es de sobreseimiento provisional.
El diario Egin afirmó al día siguiente que ETA militar de Santurce reivindicó mediante una llamada anónima la autoría de este atentado poco antes de las 23:30 de la noche de ese mismo día. La banda terrorista aseguraba “haber interrogado a fondo y posteriormente dado muerte a Vicente Zorita”. También decía: “advertimos a los miembros de Alianza Popular que de seguir Olarra con su postura de no negociar con sus trabajadores, dentro de una semana comenzaremos a ejecutar a miembros de A.P. por su identificación con sus planteamientos ideológicos. Por lo tanto, les acusamos directamente a ellos de las decisiones que tome Olarra al respecto”. Cuatro días después del atentado, el 18 de noviembre de 1980 Egin publicó que ETA se había reafirmado en su autoría en este asesinato mediante un comunicado. En este comunicado ETA militar insiste en que “interrogó a Vicente Zorita antes de matarle” y advierte “al grupo de Alianza Popular y al sector oligárquico a quien presta su respaldo político, para que abandonen su autoritaria postura de chantajear, amenazar y esgrimir estrategias represivas contra las justas reivindicaciones de la clase trabajadora, y terminen finalmente por renunciar a la política de abusos y arbitrariedades a que vienen sometiendo al movimiento obrero y a la político de descapitalización y caos económico en que quieren anegar Euskadi Sur”.
Por el momento, se desconoce la identidad de los autores materiales de este asesinato.